# 덕소삼패 나들목
덕소삼패 나들목(Deokso-Sampae IC)은 경기도 남양주시 삼패동에 설치된 서울양양고속도로의 1번 교차로이다. 나들목 진출입로 및 요금소는 와부읍 덕소리와 접하고 있다. 요금소는 서울 방향 진입, 양양 방향 진출 차량들의 통행료를 징수하기 위해 설치되어 있다. 와부읍내, 남양주시내로 진출할 수 있다.

## 연혁
- 2005년 3월 26일 : 나들목 신설을 위해 남양주시 도시계획시설 교통광장에 삼패동 일원을 고시[1]
- 2009년 7월 15일 : 서울양양고속도로 서울 ~ 춘천 구간 개통과 함께 영업 개시[2]

## 구조물 정보
- 위치: 경기도 남양주시 삼패동
- 영업소: 경기도 남양주시 와부읍 수레로115번길 64-50

## 접속하는 도로
- 수레로
- 간접 연결 : 국도 제6호선 (경강로, 덕소 교차로 이용), 국가지원지방도 제86호선 (석실로, 수레로, 월문사거리 이용)

## 교통량 정보
| 요금소            | 통행량 (대/일) | 통행량 (대/일) | 통행량 (대/일) | 통행량 (대/일) | 통행량 (대/일) | 통행량 (대/일) | 통행량 (대/일) | 통행량 (대/일) | 통행량 (대/일) | 통행량 (대/일) | 각주  |
| 요금소            | 2009년         | 2010년         | 2011년         | 2012년         | 2013년         | 2014년         | 2015년         | 2016년         | 2017년         | 2018년         | 각주  |
| ----------------- | -------------- | -------------- | -------------- | -------------- | -------------- | -------------- | -------------- | -------------- | -------------- | -------------- | ----- |
| 덕소삼패 (개방식) | 5,585          | 8,253          | 9,993          | 6,602          | 11,098         | 11,828         | 2,118          | 37             | 88             | 0              | [ 3 ] |